# Pochvistněvo
Pochvistněvo (rusky Похвистнево) je město v Samarské oblasti v Ruské federaci. Při sčítání lidu v roce 2010 mělo přes osmadvacet tisíc obyvatel.

## Poloha a doprava
Pochvistněvo leží na levém, jižním břehu Velkého Kinělu, pravého přítoku Samary v povodí Volhy. Od Samary, správního střediska celé oblasti, je vzdáleno přibližně 160 kilometrů severovýchodně.
Přes Pochvistněvo vede železniční trať z Moskvy přes Samaru a Čeljabinsk do Omsku, jižní větev Transsibiřské magistrály. Zdejší stanice je na 1257. kilometru od Moskvy.

## Dějiny
Pochvistněvo vzniklo v roce 1888 při stavbě Samarsko-zlatoustecké dráhy ze Samary do Zlatoustu. Původ jména města je v rodinném jméně.
Od roku 1947 je Pochvistněvo městem.